# Erwin Marquardt (Wasserbauingenieur)

Erwin Marquardt im Couleur der Burschenschaft Alemannia Stuttgart

Erwin Marquardt (* 18. Februar 1889 in Balingen; † 21. Juli 1955 in Bad Cannstatt) war ein deutscher Professor für Wasserbau. Auf ihn gehen einige heutige Einrichtungen zur Wasserversorgung in Süddeutschland zurück.

## Leben
Marquardt studierte von 1907 bis 1911 an der TH Stuttgart und der TH Danzig Bauingenieurwesen. Zu seinen Lehrern und Vorbildern gehörten Otto Lueger, Adolf Thiem, Josef Tillmans, Otto Intze, Otto Konz und Robert Weyrauch. Bei Konz schrieb er seine Doktorarbeit.  Während seines Studiums wurde er 1907 Mitglied der Burschenschaft Alemannia Stuttgart. Nach der zweiten Staatsprüfung wurde er als Stadtbaurat in Brüx (Nordböhmen) angestellt. Hier war er Leiter der Planung und des Baus der Brüxer Talsperre, die von Weyrauch an der Technischen Hochschule Stuttgart entworfen wurde. Später wurde er Regierungsbaurat im Innenministerium des Landes Württemberg.
Während des Ersten Weltkrieges im Mai 1915 wurde Marquardt am Fuß schwer verletzt. Die Verweigerung der Amputation des Fußes führte im Rest seines Lebens immer wieder zu starken Beschwerden.
1925 wurde er Leiter der Entwurfs- und Neubauabteilung der Städtischen Wasserversorgung München. Seine Aufgabe war der Ausbau der Wasserversorgung in der wachsenden Großstadt. 1931 wurde er zum Oberbaurat ernannt. Zum 1. Mai 1933 trat Marquardt der NSDAP bei (Mitgliedsnummer 3.207.524). Bereits während seiner Zeit in Nordböhmen war er Mitglied einer antisemitischen Vereinigung gewesen.
Im Rahmen der antisemitischen Maßnahmen des Anfang April 1933 erlassenen "Gesetzes zu Wiederherstellung des Berufsbeamtentums" geriet sein Vorgesetzter bei den Wasserwerken Ernst Henle unter Druck. Henles Eltern waren vom Judentum zum Protestantismus konvertiert. Eigentlich war Henle durch die Ausnahmeregeln im Gesetz für Weltkriegsveteranen geschützt. Doch Erwin Marquardt und weitere leitende Beamte der Münchner Wasserversorgung gingen mit Rückendeckung von Nationalsozialisten gegen ihren Vorgesetzten vor. Sie schrieben Briefe an die Stadtführung, in denen sie Henle antisemitisch beleidigten und organisierten eine Unterschriftenliste gegen ihn am Arbeitsplatz. Anfang Januar 1934 unmittelbar nach einem eskalierten Streit mit Erwin Marquardt trat Ernst Henle wegen einer depressiven Erkrankung in Frühpension. Erwin Marquardt, der sich federführend gegen seinen Vorgesetzten eingesetzt hatte, wurde Nachfolger als Leiter der Städtischen Wasserversorgung Münchens.
Lange versuchte Marquardt, an Hochschulen in Stuttgart, Karlsruhe, Dresden und Hannover an einen Lehrstuhl berufen zu werden. 1938 schließlich wurde er an die Technische Hochschule Charlottenburg berufen, wo er den Lehrstuhl für Kommunale Technik bekleidete.
Im Zweiten Weltkrieg verlor Marquardt seinen einzigen Sohn, 1943 brannte seine Wohnung mit einer umfangreichen Bibliothek und vielen druckreifen Manuskripten völlig ab. Dies veranlasste ihn, wieder in die süddeutsche Heimat zurückzukehren.
1946 wurde er Referatsleiter für Wasserwirtschaft im Innenministerium des französisch besetzten Württemberg-Hohenzollern, 1947 wurde er Referatsleiter für Wasserwirtschaft in der Bizone (Frankfurt/Main). 1949 wurde Marquardt an den Lehrstuhl für Wasserbau und Wasserwirtschaft an die Technische Hochschule Stuttgart berufen. Die Stellen in Baden-Württemberg ignorierten Warnungen von der Stadt München, die auf Marquardts Verstrickungen im antisemitischen "Fall Henle" hinwiesen, denen er seine berufliche Karriere nach 1933 mit verdankte.
In seinen letzten Lebensjahren entwarf er die Bodensee-Wasserversorgung, deren Vollendung er nicht mehr erleben konnte.
1928/29 beauftragte die Schweizer Bundesregierung bei Marquardt ein Gutachten zum Wasserbau an Rhein und Bodensee. Die UdSSR erbat 1930 ein Gutachten zu Stahlbetonrohrleitungen. 1954/55 führte ihn eine Beratungsreise noch zu den Regierungen des Iran und von Mexiko. Eine Reise in den Sudan konnte er wegen der Erkrankung, die schließlich zu seinem Tod führen sollte, nicht mehr durchführen.

## Werke
- Die Wasserversorgung der kgl. Stadt Brüx in Böhmen, Wien 1918
- Die Methoden des Flussbaues, Berlin 1922
- Die Ausführung von Beton-, Eisenbeton- und Steinzeugrohrleitungen, Berlin 1935
- Die Behandlung von Industrieabwässern, Berlin-Charlottenburg 1948

## Ehrungen
- Bundesverdienstkreuz 1. Klasse (20. April 1954)[5]